# Telemaniacs
Pour les articles homonymes, voir Stay Tuned.
Pour plus de détails, voir Fiche technique et Distribution.
Telemaniacs ou Restez à l'écoute au Québec (Stay Tuned) est un film américain réalisé par Peter Hyams et sorti en 1992. Il s'agit d'une comédie fantastique parodiant l'univers de la télévision aux États-Unis.

## Synopsis
Les Knable sont une famille d'Américains moyens de Seattle. Les parents se disputent à cause de la télévision dont le père abuse, délaissant son épouse. Un soir, un mystérieux visiteur lui propose de tester une offre révolutionnaire de télévision par satellite. Ne pouvant résister, Roy signe pour une période d'essai gratuite sans se douter qu'il a en réalité vendu son âme au Diable. Roy se retrouve projeté dans l'univers de la télévision en compagnie de son épouse Helen. Ils vont devoir survivre 24 heures dans ce monde impitoyable s'ils veulent retrouver leur maison et leurs enfants.

## Fiche technique
Sauf indication contraire, les informations mentionnées dans cette section peuvent être confirmées par la base de données cinématographiques IMDb,  présente dans la section « Liens externes ».
- Titre original : Stay Tuned
- Titre français : Telemaniacs
- Titre québécois : Restez à l'écoute
- Réalisation : Peter Hyams
- Scénario : Tom S. Parker et Jim Jennewein (en), d'après une histoire de Jim Jennewein (en), Tom S. Parker et Richard Siegel
- Musique : Bruce Broughton
- Décors : Philip Harrison
- Costumes : Joe I. Tompkins
- Photographie : Peter Hyams
- Montage : Peter E. Berger (en)
- Production : James G. Robinson

Producteurs délégués : Gary Barber et David Nicksay
Coproducteur : Arne Schmidt
- Société de production : Morgan Creek Productions
- Sociétés de distribution : Gaumont (France), Warner Bros. (États-Unis)
- Budget : estimé entre 15 et 20 millions de dollars[1]
- Pays de production :  États-Unis
- Langue originale : anglais
- Format : couleur
- Genre : comédie fantastique, parodie, satire
- Durée : 88 minutes
- Dates de sortie[2] :
  - États-Unis, Canada : 14 août 1992
  - France : 2 août 1993
- Classification[3] :
  - États-Unis : PG
  - France : tous publics

## Distribution
- John Ritter (VF : Éric Legrand ; VQ : Jacques Lavallée) : Roy Knable, le père
- Pam Dawber (VF : Brigitte Berges ; VQ : Élise Bertrand) : Helen Knable, la mère
- Jeffrey Jones (VF : Bernard Tiphaine ; VQ : Hubert Gagnon) : Johnny Spike, le directeur de Vision d'enfer
- David Tom : Darryl Knable, le fils
- Heather McComb (VF : Marie-Eugénie Maréchal ; VQ : Aline Pinsonneault) : Diane Knable, la fille
- Bob Dishy (VF : Roger Lumont ;VQ : Mario Desmarais) : Murray Seidenbaum, le voisin
- Joyce Gordon (en) : Sarah Seidenbaum, la voisine
- Eugene Levy (VQ : Jean-Marie Moncelet) : Crowley, l'exécutif de « Vision d'enfer »
- Erik King (VQ : Gilbert Lachance) : Pierce, le nouvel interne de « Vision d'enfer »
- Don Calfa : Wetzel
- Faith Minton : Mme Gorgon, la catcheuse
- Gianni Russo : Guido
- Don Pardo : Jay, le présentateur du jeu télévisé « You Can't Win »
- Ernie Anderson : el présentateur de la série télévisée « thirtysomething-to-life »
- Kevin McNulty : un acteur de la série télévisée « thirtysomething-to-life »

## Production
Séduits par Beetlejuice, les producteurs proposent initialement le projet à Tim Burton. Le cinéaste préfèrera se lancer dans Batman : Le Défi. Peter Hyams est quant à lui tellement captivé par le scénario qu'il a harcelé à plusieurs reprises les dirigeants de Morgan Creek Productions jusqu'à ce qu'ils acceptent de le laisser réaliser le film.
Dan Aykroyd étaient le premier choix des producteurs pour le rôle de Roy Knable. Le studio voulait quant à lui Richard Dreyfuss et Tracey Ullman dans le rôle de Roy et de sa femme Helen.
Le tournage a lieu en Arizona (Tucson et les Old Tucson Studios, Florence), ainsi qu'en Colombie-Britannique au Canada (Vancouver, Richmond, Britannia Beach).

## Les parodies
Le film est essentiellement une succession de parodies d'œuvres télévisuelles dans lesquelles les Knable sont transportés et où ils doivent survivre face à un danger mortel :
- You Can't Win, une parodie des jeux télévisés.
- un combat de catch entre deux couples.
- Northern Overexposure, parodie de la série télévisée Bienvenue en Alaska (Northern Exposure) où les Knable doivent échapper à des loups affamés dans un univers glacé.
- un dessin animé dans lequel les Knable sont transformés en souris et doivent échapper à un chat mécanique tueur. Cette séquence est signée Chuck Jones, auteur de très nombreux dessins animés des Looney Tunes et Merrie Melodies, et dont le visage est reconnaissable sur le timbre-poste utilisé par Roy pour écrire à la compagnie ACME.
- Duane's Underworld, une parodie de Wayne's World où deux présentateurs morts-vivants très branchés s'amusent mortellement avec M. Knable. Un caméo avait même été proposé à Mike Myers et Dana Carvey mais ils étaient trop occupés par le tournage de Wayne's World 2[6].
- un film de détective en noir et blanc où Roy retrouve Helen, perdue de vue à la fin du dessin animé.
- Off With His Head, l'histoire du Marquis De Knable voué à être guillotiné durant la Révolution française.
- un western dans lequel Helen, attachée sur des rails, est vouée à mourir écrasée par le train de 3 h 10 pour Yuma si son mari ne vient pas la sauver.
- une parodie de la série télévisée Star Trek.
- un crash test où Roy est transformé en mannequin sans protection dans une voiture lancée à toute allure contre un mur.
- un match de hockey sur glace.
- Driving Over Miss Daisy, une série où Roy échoue à sauver une vieille dame qui se fait écraser par un chauffeur au volant de sa voiture, une allusion au film Miss Daisy et son chauffeur (Driving Miss Daisy).
- la série télévisée Three's Company, où deux femmes vêtues comme Chrissy Snow et Janet Wood demandent à Roy où il était passé avant que celui-ci, horrifié, ne change aussitôt de chaîne. John Ritter, qui interprète Roy, interprétait également le rôle principal dans cette série.
- un combat à l'épée dans un château.
- le clip de la chanson Start Me Up interprétée par Salt-N-Pepa.

Les enfants, qui peuvent apercevoir leurs parents sur la télévision diabolique, tombent également en zappant sur des publicités ou des programmes parodiques :
- une bande-annonce du film Three Men and Rosemary's Baby, combinaison de Trois Hommes et un bébé et Rosemary's Baby.
- Sadistic Hidden Videos, une émission de caméra cachée où un comédien, déguisé en policier, s'amuse à annoncer à une femme que son mari est décédé.
- Autopsies des gens riches et célèbres, une parodie de l'émission Lifestyles of the Rich and Famous (La vie des gens riches et célèbres).
- thirty-something-to-life (De 30 ans à perpétuité), une parodie pénitentiaire de la série télévisée Génération Pub (Thirtysomething).
- une publicité pour « The Silencer of the Lambs », une muselière pour enfants bruyants en voiture, parodie du titre original The Silence of the Lambs du film Le Silence des agneaux.
- Different Strokes, une émission télévisée montrant des vieillards mourir de façons diverses, une allusion au titre original Diff'rent Strokes de la série télévisée Arnold et Willy.
- My Three Sons of Bitches, une allusion au titre original My Three Sons de la série télévisée Mes trois fils.
- The Exercisist, une émission d'aérobic où les exercices sont tirés tout droit de L'Exorciste.
- une pubiclité pour Yogi Beer, une bière pour enfants, une allusion à Yogi Bear (Yogi l'ours).

Le générique final parodie d'autres titres de séries télévisées :
- Beverly Hills 90666 pour Beverly Hills 90210
- I Love Lucifer pour I Love Lucy
- Golden Ghouls pour Les Craquantes (Golden Girls)
- Murder She Likes pour Arabesque (Murder, She Wrote)
- Facts of Life Support pour Drôle de vie (The Facts of Life)
- Fresh Prince of Darkness pour Le Prince de Bel-Air (The Fresh Prince of Bel-Air)
- Unmarried With Children pour Mariés, deux enfants (Married... With Children)
- David Dukes of Hazard pour Shérif, fais-moi peur (The Dukes of Hazzard) et l'acteur David Dukes